# Preobrażenka (rejon kachowski)
Preobrażenka (ukr. Преображенка) – wieś na Ukrainie, w obwodzie chersońskim, w rejonie kachowskim, w hromadzie Czapłynka. W 2001 liczyła 1679 mieszkańców, spośród których 1531 wskazało jako ojczysty język ukraiński, 83 rosyjski, 14 białoruski, 1 ormiański, a 50 inny.